# Bitwa pod Rudnicą

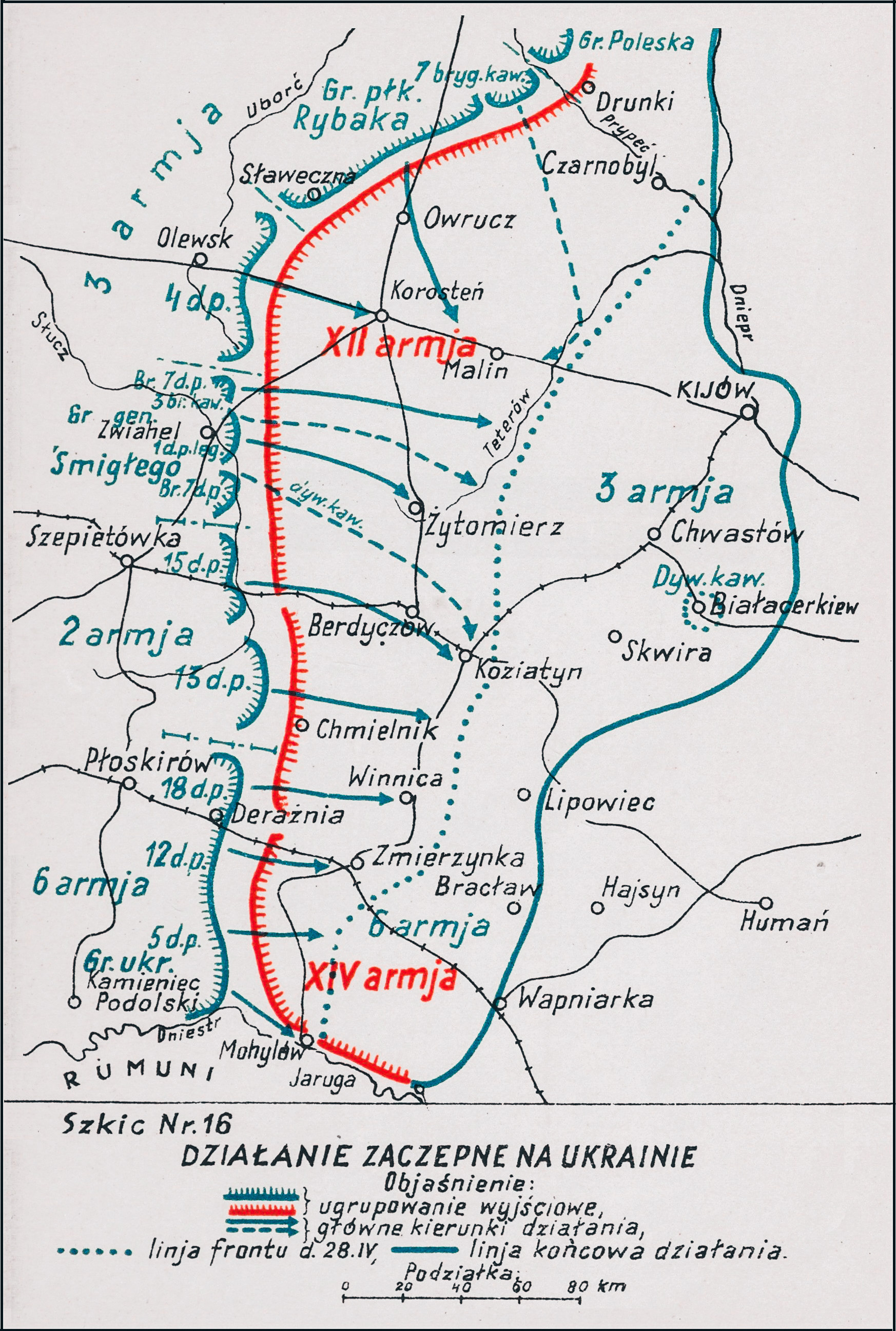
Adam Przybylski,
Wojna Polska 1918–1921

Bitwa Rudnicą – walki polskiego 51 pułku piechoty Strzelców Kresowych z oddziałami sowieckiej 41 Dywizji Strzelców toczone w okresie II fazy operacji kijowskiej w czasie wojny polsko-bolszewickiej.

## Geneza
25 kwietnia rozpoczęła się polska ofensywa na Ukrainie. Zgrupowane na froncie od Starej Uszycy nad Dniestrem po Prypeć trzy polskie armie uderzyły na wschód.
Po stronie sowieckiej broniły się 12 Armia Siergieja Mieżeninowa w składzie 7., 44. i 58 DS oraz 17 DK, która osłaniała kierunek kijowski i białocerkiewski, a na lewym skrzydle 14 Armia Ijeronima Uborewicza w składzie 21., 41., 45. i 60 DS oraz 8 DK broniąca kierunek Żmerynka-Bracław.
Podczas polskiej ofensywy na Ukrainie 6 Armia gen. Wacława Iwaszkiewicza-Rudoszańskiego realizowała cele pomocnicze. Jej 12 Dywizja Piechoty prowadziła natarcie wzdłuż linii kolejowej Żmerynka – Odessa. Od połowy maja, wchodzący w skład 12 Dywizji Piechoty 51 pułk piechoty Strzelców Kresowych obsadzał front w rejonie Krzyżopola. Był to najbardziej wysunięty na południowy wschód odcinek frontu polskiej 6 Armii.

## Walczące wojska
| Jednostka                        | Dowódca                 | Podporządkowanie    |
| Wojsko Polskie                   |                         |                     |
| 12 Dywizja Piechoty              | gen. Marian Januszajtis | 6 Armia             |
| ⇒ 51 pułk piechoty               | ppłk Marian Kukiel      | 12 Dywizja Piechoty |
| → I/ 51 pułku piechoty           | kpt. Marian Faff        |                     |
| → II/ 51 pułku piechoty          | kpt. Wojciech Tyczyński |                     |
| – 5/51 pułku piechoty            | ppor. Wojciech Wójcik   |                     |
| – 7/51 pułku piechoty            |                         |                     |
| → III/ 51 pułku piechoty         |                         |                     |
| ⇒ 12 pułk artylerii polowej      |                         |                     |
| → 1/ 12 pułku artylerii polowej  | por. Berwid             |                     |
| → 2/ 12 pułku artylerii polowej  | ppor. Dobrzański        |                     |
| → 3/ 12 pułku artylerii polowej  |                         |                     |
| ⇒ kompania saperów               |                         |                     |
| ⇒ kompania kolejowa              |                         |                     |
| ⇒ pociąg pancerny „Iwaszkiewicz” |                         |                     |
| Armia Czerwona                   |                         |                     |
| 41 Dywizja Strzelców             | Żan Francewicz Zonberg  | 14 Armia            |
| ⇒ 121 Brygada Strzelców          |                         | 41 DS               |
| → 362 pułk strzelców             |                         | 41 DS               |
| ⇒ 123 Brygada Strzelców          |                         | 41 DS               |
| → 369 pułk strzelców             |                         | 41 DS               |

## Walki pod Rudnicą
W połowie maja 51 pułk piechoty Strzelców Kresowych ppłk. Mariana Kukiela zorganizował obronę w rejonie Krzyżopola. Miasteczka bronił II batalion, w pobliskiej Czobotarce stanął I batalion, a odwód stanowił III batalion, który wraz z dowództwem pułku rozlokował się w Kniażewie. Na lewym skrzydle do obrony przeszedł 54 pułk piechoty Strzelców Kresowych, ze sztabem w Sokołówce, na prawym 4 pułk strzelców podhalańskich, z dowództwem w Miastkówce.
Przed polskimi stanowiskami polskimi okopały się oddziały 41 Dywizji Strzelców. 
26 maja dwaj sowieccy dezerterzy poinformowali dowództwo pułku, że następnego dnia dywizja zamierza przejść do natarcia. W tym dniu I dywizjon 12 pułku artylerii polowej celnym ogniem unieruchomił sowiecki pociąg pancerny. W tej sytuacji dowódca 51 pułku piechoty ppłk Marian Kukiel zarządził wypad całością sił pułku na stację Rudnica. Jego celem było zdobycie pociągu pancernego i zerwanie przygotowań do natarcia oddziałów 41 DS.
27 maja o świcie Pułk ruszył do działań w dwóch kolumnach. I batalion, wzmocniony 3 baterią 12 pułku artylerii polowej, maszerował po wschodniej stronie toru kolejowego, z zadaniem uderzenia na Rudnicę od północy i wschodu; II i III batalion z dwiema pozostałymi bateriami I/12 pap skierowały się na Zielonkę, aby zaatakować tę miejscowość od zachodu i południa. Pododdziały piechoty wspierał też pociąg pancerny „Iwaszkiewicz”, kompania saperów i kompania kolejowa.
Pod leśniczówką Wygoda II batalion natknął się na okopany 369 pułk strzelców, wspierany przez trzy baterie artylerii. W tym rejonie operowały też cztery sotnie kawalerii. Polskie czołowe natarcie z marszu, wykonane siłami 5 i 8 kompanii, utknęło w ogniu broni maszynowej i sowieckiej artylerii. Równocześnie na prawe skrzydło 8 kompanii uderzyła z lasu nieprzyjacielska kawaleria. Wywiązała się walka ogniowa. Do działań weszła 6 kompania i odparła szarżę kawalerii.
Wtedy dowódca 5 kompanii ppor. Wojciech Wójcik, na czele plutonu odwodowego wzmocnionego karabinami maszynowymi i działonem artylerii, obszedł prawe skrzydło ugrupowania nieprzyjaciela i uderzył w bok jego obrony. Wykorzystując ten sukces, dowódca batalionu wysłał za oddziałem obejścia na tyły przeciwnika całą 7 kompanię. Zaatakowany od czoła i z tyłu nieprzyjaciel pospiesznie wycofał się, pozostawiając w rękach Polaków działo i kilka ckm-ów. 7 kompania nie zdołała jednak na czas odciąć nieprzyjacielowi drogi odwrotu. Po zdobyciu leśniczówki II batalion kontynuował natarcie i zdobył bronione przez 362 pułk strzelców Stawki. W międzyczasie I batalion stoczył walkę z załogą sowieckiego pociągu naprawczego, opanował unieruchomiony sowiecki pociąg pancerny i zdobył wieś Popieluchy. Około 17.00 połączone siły I i II batalionu zaatakowały Rudnicę i po krótkiej walce zdobyły ją.
Dowódca pułku ppłk Marian Kukiel w rozkazie dziennym nr 123 z 31 maja 1920 tak opisał przebieg bitwy:

Pułk nasz w dniach 27 - 29 maja dokonał przy współdziałaniu innych części dywizji wypad na stację kolejową Rudnica. W pierwszym dniu 27 maja, złamaliście, Towarzysze broni, nieprzyjaciela, stojącego przed naszym frontem 41 dyw. sow., która właśnie zamierzała prowadzić dalej ofensywę i zdobyć Wapniarkę, pędziliście go przed sobą. Pamiętny będzie bój II bataljonu o las pod Żydówką, gdzie rozbito 369-y pułk piechoty sowieckiej, zdobyto jedną ciężką haubicę z zaprzęgiem i karabiny maszynowe, gdzie świetne kierownictwo dowódcy bataljonu, przytomność i odwaga poszczególnych oficerów i żołnierzy, zwłaszcza kompanji 5-ej dały nam pełne zwycięstwo. Pamiętne będzie ciężkie, a bohaterskie zmaganie się bataljonu kapitana Faffa po obu stronach toru z pancerkami i piechotą wroga, broniącego się wytrwale oraz zwycięska, a zacięta walka kompanii 1-ej o wieś Popieluchy. Pułk wytrzymał wreszcie ogień pancerek na odległość najbliższą i zdobył stację Rudnice. Nastąpiły uparte walki dwudniowe o teren zdobyty, który chcieli nam odebrać bolszewicy. Artylerja ich i pancerki biły w Was z bliska i celnie. Wróg groził nam parokrotnie odcięciem. Utrzymaliśmy się. Odeszliśmy o godzinie naznaczonej rozkazem Brygady naszej, odeszliśmy nieścigani, jako zwycięzcy, i wróg długo jeszcze strzelał do naszych opuszczonych pozycyi. W boju tym ranni byli ppor. Ziółkowski i kilkudziesięciu żołnierzy. Poległ jeden z najdzielniejszych, ochotnik sanitarny Jankowski pełniący obowiązki lekarza batalionu I oraz 10 innych towarzyszy broni.
Cześć ich pamięci!

## Bilans walk
Wypad na Rudnicę zakończył się sukcesem 51 pułku piechoty Strzelców Kresowych. Polacy utrzymali Rudnicę do 29 maja. W tym czasie saperzy naprawili sowiecki pociąg pancerny i ewakuowali go w rejon obrony 12 Dywizji Piechoty. 30 maja oddział wypadowy wrócił do Krzyżopola. Działania na stację Rudnica opóźniły o kilka dni natarcie sowieckiej 41 Dywizji Strzelców. Sukces okupiony został stratą 73 poległych i rannych żołnierzy.
Dzień 27 maja stał się świętem 51 pułku piechoty Strzelców Kresowych.